# Letov Š-28
Bei dem Flugzeug Letov Š-28 handelt es sich um einen einmotorigen zweisitzigen Doppeldecker, der als Aufklärungsflugzeug entwickelt wurde. Der Erstflug der Maschine fand im Juli 1929 statt. Der Typ wurde in den Letov-Werken in Letnany bei Prag in der Tschechoslowakei hergestellt. Die Konstruktion führte Alois Šmolík aus. Das Fahrwerk war starr und verfügte über einen Hecksporn. Der Rumpf war eine Metallkonstruktion. Die Tragflächen waren verspannt und mit je einem N-Stiel auf beiden Seiten verstrebt. Der Motor trieb eine zweiflügelige hölzerne Luftschraube an.

## Letov Š-28

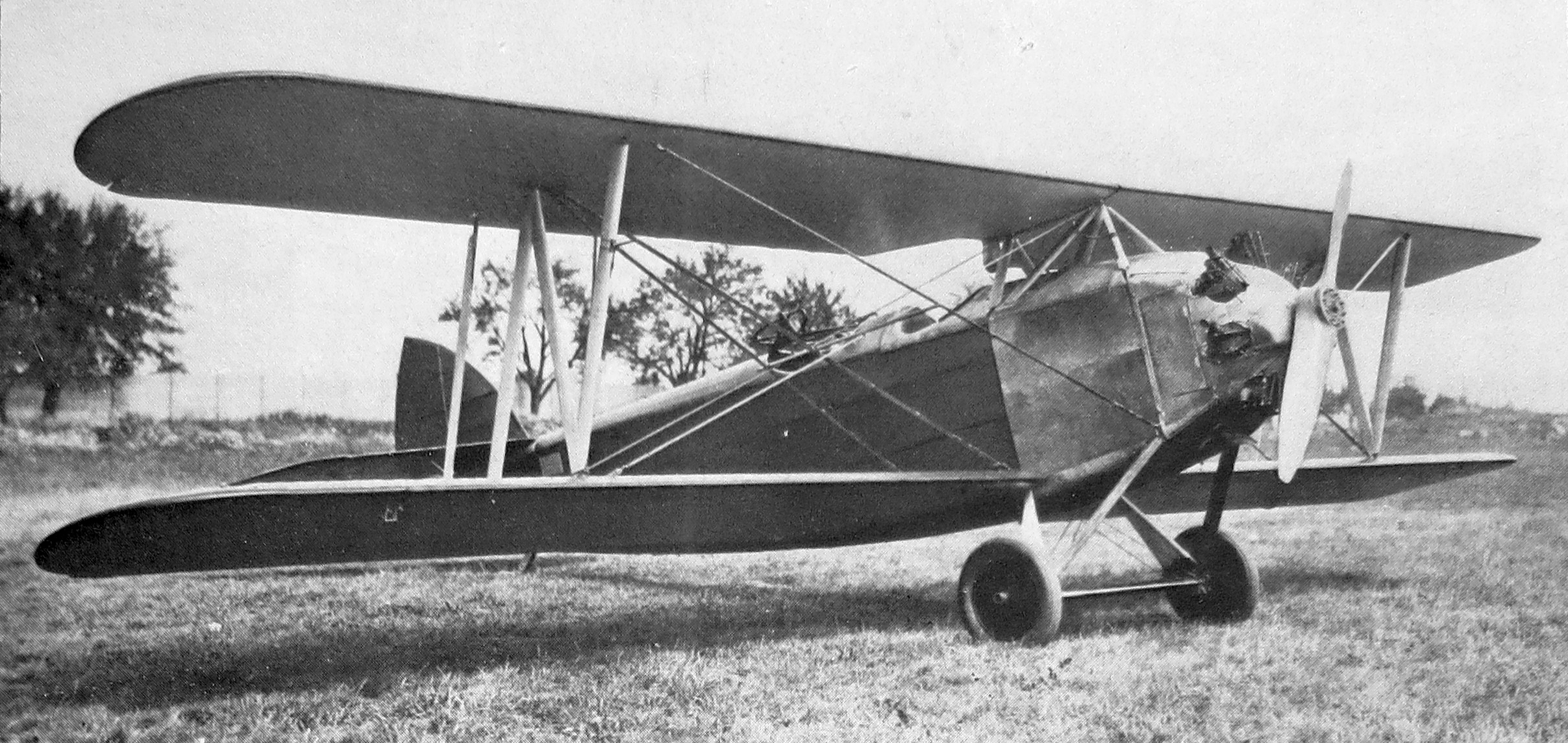
Letov Š-28

Die Idee für die neue Maschine wurde der tschechoslowakischen Luftwaffe vorgestellt. Diese bestellte daraufhin am 8. September 1928 einen Prototyp zum Preis von 326.000 Kronen mit Lieferfrist bis zum 31. Dezember 1928. Aufgrund von Lieferschwierigkeiten mit dem Walter-Motor wurde die Maschine jedoch erst Juni 1929 fertiggestellt. Am 21. August 1929 wurde sie der Militärkommission des Verteidigungsministeriums vorgeführt, worauf sie in der Zeit vom 25. August bis zum 26. September 1929 zu Erprobungszwecken nach Malacky kam. Die Militärkommission entschied sich jedoch aufgrund der geringen Motorleistung gegen eine Anschaffung. Die Maschine sollte erst konstruktiv geändert und ein stärkerer Motor eingebaut werden. Später diente das Flugzeug bis 1934 bei der Schulstaffel des Fliegerregiments 1 in Prag. Danach kam sie zur Schulstaffel des Fliegerregiments 2 in Olomouc, welche die Š-28 – umgebaut zum Passagierflugzeug – an die „Masarykova letecká liga“ vermietete (Kennzeichen: OK-LOH). Am 7. August 1938 stürzte die Maschine ab und wurde zerstört.

## Letov Š-128
Die verbesserte Version wurde Š-128 genannt und mit einem 330 kW starken Walter Jupiter VI ausgerüstet. Dieser wesentlich größere Motor erforderte Verstärkungen an Rumpf und Fahrwerk. Der Prototyp dieser Maschine startete am 27. Januar 1931 zu seinem Jungfernflug. Die Tests endeten am 24. August 1931. Am 5. September hatte man die Maschine auf den Gnome-Rhône Mercure VII mit 368 kW Leistung umgerüstet und die Bezeichnung in Š-128 Mercury geändert (Kennzeichen: OK-VOT). So ausgestattet ging es auf einen Rundflug durch die baltischen Staaten, der eine Bestellung über vier Maschinen durch den estnischen Staat einbrachte. Nach der Rückkehr am 16. Oktober wurde wieder der Jupiter VI eingebaut. Am 18. und 19. November 1931 wurde die Maschine der Militärkommission des Verteidigungsministeriums vorgestellt. Aufgrund der beim VLÚS erreichten Ergebnisse – aber auch aufgrund der schlechten wirtschaftlichen Lage bei Letov – wurde zunächst ein Auftrag über vier Maschinen ausgeschrieben und dieser später um zwölf Stück erhöht. Die ersten vier Maschinen sollten bis November 1933 geliefert werden, die restlichen zwölf bis Dezember 1934.

## Letov Š-228
Diese Version war das Ergebnis der estnischen Bestellung, die jedoch eine modifizierte Š-128 forderte, da insbesondere das Stabilitätsverhalten Probleme bereitete, weshalb die Spurbreite des Fahrwerks vergrößert, die Leitwerksflächen verändert und ein anderer Motor – der Walter Mercury IV mit 368 kW – mit zweiblätterigem Holzpropeller eingebaut wurde. Als Š-228E bezeichnet, übernahmen estnische Piloten vom 18. bis 20. Mai 1932 die vier Serienmaschinen in Prag.
Auch die Finnen zeigten Interesse an diesem Typ, wollten jedoch statt des tschechischen Walter-Motors lieber einen amerikanischen Pratt & Whitney Hornet mit 386 kW Leistung. Diesen hatte man mittlerweile in die Š-228-5 eingebaut. Diese fünfte Maschine war der estnische Prototyp und wurde erst als Š-128SM bezeichnet. Sie verblieb in der ČSR und diente im Weiteren unter der Bezeichnung Š-228-5 als Versuchsträger. 1932 wurde die so ausgerüstete Maschine finnischen Einkäufern in Letnany vorgeführt, die einen begeisterten Bericht nach Hause schickten, was auf die Lieferung von zwölf Maschinen und den Lizenzbau von weiteren 35 Maschinen in Finnland hoffen ließ.

## Letov Š-328

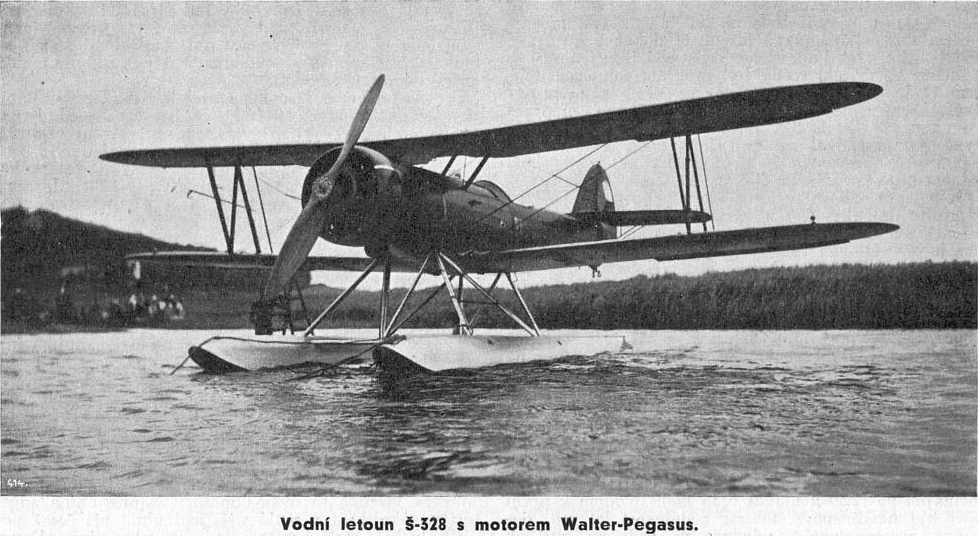
Š-328 mit Schwimmwerk

Den finnischen Wünschen entsprechend, die Maschine auch als leichten Bomber einsetzen zu können, wurde die Maschine abgeändert und mit einem neuen Motor, dem Bristol Pegasus II M2 mit 427 kW Leistung, ausgestattet. Am 19. Juni 1933 erfolgte der Erstflug des Prototyps Š-328F. Da die Finnen Mitte 1933 jedoch mitteilten, dass sie den Vertrag mit Letov nur einhalten würden, wenn es zum Abschluss eines Liefervertrages über finnisches Schießpulver an die ČSR käme, verweigerte das MNO, das daran keinerlei Interesse hatte, schließlich die Exportgenehmigung. Das stellte für Letov eine finanzielle Katastrophe dar, weshalb man sich an das MNO wandte und diesem die Š-328 als Mehrzweckflugzeug (Beobachtungs-, Bomben- und schweres Jagdflugzeug) anbot. Nach einer längeren Testphase der beiden Prototypen bestellte das MNO Ende 1934 die erste Serie über 62 Maschinen (auszuliefern bis zum 31. Mai 1935) und ließ sich insgesamt 412 Stück dieses Typs in sieben Losen liefern. Bei der fünften Serie kamen stärkere Walter-Lizenzbauten des Bristol Pegasus III M2 mit 544 kW zum Einsatz. Bereits 1935 war die Š-328 das Standardaufklärungsflugzeug der tschechoslowakischen Luftstreitkräfte. Als die deutschen Truppen das Land 1939 besetzten, lief die Produktion weiter. Die Maschine wurde von der deutschen Luftwaffe als Trainer verwendet. Einige Maschinen wurden an die slowakischen Luftstreitkräfte und Bulgarien abgegeben. Neben den oben erwähnten Einsatzmöglichkeiten versuchte man sich auch in eher ungewöhnlichen Einsatzspektren: so wurden die Werknummern 49 bis 62 im Jahre 1935 für Nachtflüge ausgerüstet und sollten als „schwere Nachtjäger“ zum Einsatz kommen, was sich in der Bezeichnung Š-328.n niederschlug. Hinzu kam die mit Short-Schwimmern ausgestattete Version Š-328.v (W.Nr. 18 bis 21), die später jedoch wieder auf die Radversion umgerüstet wurden und beim Schlepp von Flakzielen zum Einsatz kamen. Die Š-328 blieben bis Ende 1944 im aktiven Dienst. Es handelte sich dabei um elf Š-328, die während des Slowakischen Nationalaufstandes Einsätze für die „Kombinierte Staffel“ flogen. Für eine mitunter erwähnte Lieferung von sechs Maschinen an Spanien während des Spanischen Bürgerkrieges gibt es in tschechischen Unterlagen keinerlei Hinweise.

## Letov Š-428
Am 8. September 1933 startete diese Variante, die mit einem Avia-Vr-36-Motor mit 478 kW ausgerüstet war, als Š-328M zum Erstflug. Wegen schlechter Flugeigenschaften schwand das Interesse an diesem Typ.

## Letov Š-528

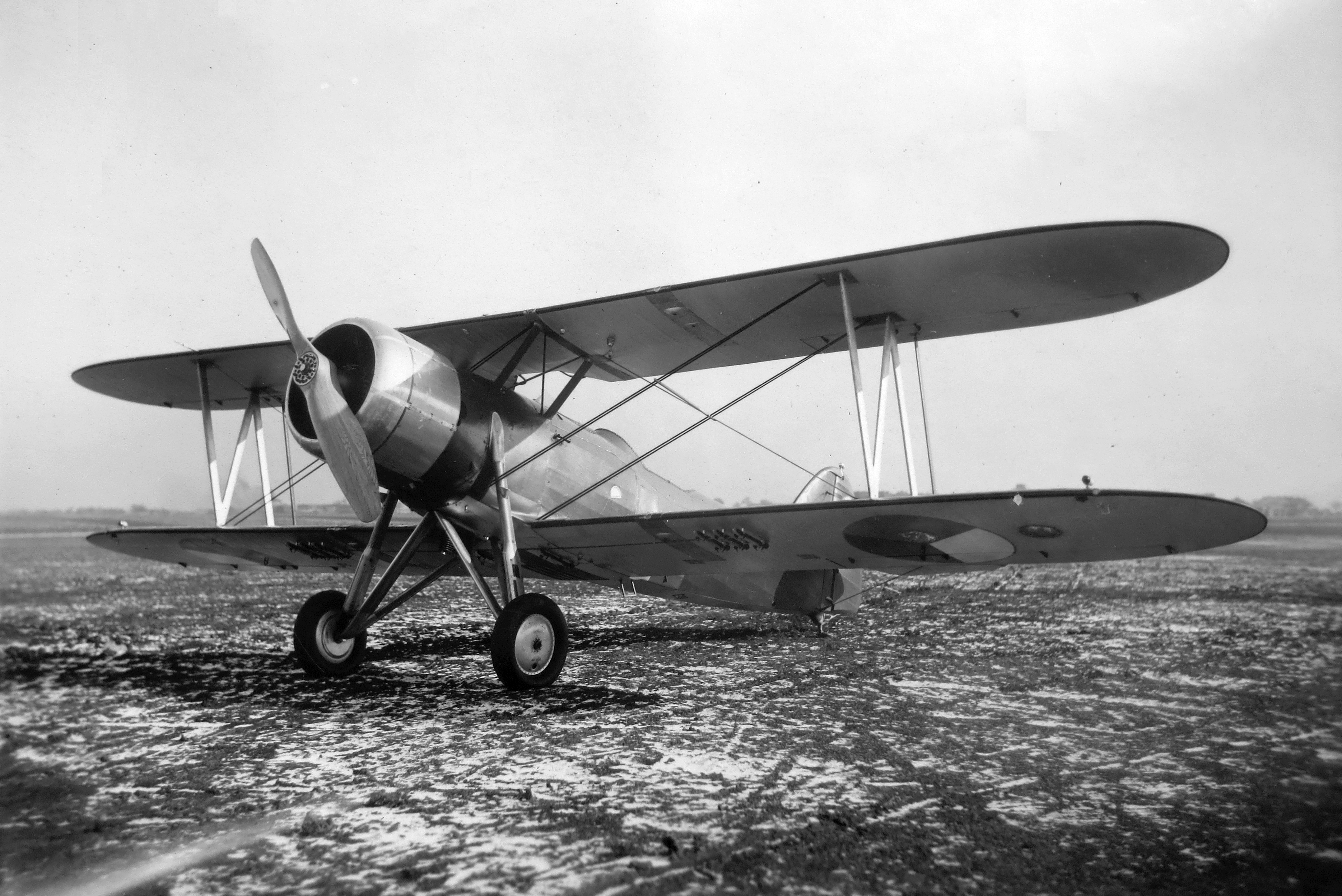
Letov Š-528

Nach der misslungenen Š-428-1 (der ehemaligen Š-328M) wandte sich das Interesse der tschechoslowakischen Luftstreitkräfte dem neuen Doppelsternmotor Gnôme-Rhône Mistral Major 14 Krsd mit einer Leistung von 588 kW zu. Unter Umgehung der Anordnungen des MNO (dieses hatte die Umrüstung der Š-428-1 auf eine normale Š-328 befohlen) wurde nun die Zelle genutzt, um daraus den Prototyp der Š-528-1 zu schaffen. Im Januar 1935 fertiggestellt, begannen am 7. Februar 1935 die bis März dauernden Flugtests des Prototyps, der erst jetzt das zivile Kennzeichen OK-VOE erhielt. Um den Motor unterzubringen, wurde die Motorhaube entsprechend verlängert. Außerdem wurde die Maschine mit einem 3-Blatt-Metall-Propeller ausgerüstet. Im April 1935 stellte man die Maschine einer sowjetischen Militärkommission vor, ohne jedoch Interesse wecken zu können. In Zeit vom 11. bis zum 30. Mai 1935 unternahm Major Karel Mareš einen Werbeflug in die Türkei und Bulgarien, konnte sich jedoch keine Aufträge sichern. Insgesamt wurden nur sechs Š-528 hergestellt, die erst von den tschechoslowakischen Polizeifliegerkräften und später von der deutschen Luftwaffe weiterverwendet wurden.

## Militärische Nutzung
Bulgarien
- Bulgarische Luftstreitkräfte: erhielten nach der Besetzung der Tschechoslowakei durch Deutschland 1939 62 Stück Š-328 von Deutschland.

 Deutsches Reich
- Luftwaffe

 Estland
- Estnische Luftstreitkräfte

 Slowakei
- Slowakische Luftstreitkräfte

 Tschechoslowakei
- Tschechoslowakische Luftstreitkräfte

## Technische Daten
| Kenngröße             | Š-28                                                        | Š-228                                                             | Š-328 | Š-528 |
| --------------------- | ----------------------------------------------------------- | ----------------------------------------------------------------- | --- | --- |
| Spannweite            | 13,20 m                                                     | 13,20 m                                                           | 13,71 m | 13,71 m |
| Länge                 | 9,90 m                                                      | 9,90 m                                                            | 10,36 m | 10,00 m |
| Flügelfläche          | 40,00 m²                                                    | 40,00 m²                                                          | 39,40 m² | 39,40 m² |
| Leermasse             | 942 kg                                                      | 1322 kg                                                           | 1680 kg | 1900 kg |
| Startmasse            | 1585 kg                                                     | 2280 kg                                                           | 2750 kg | 3000 kg |
| Höchstgeschwindigkeit | 195 km/h                                                    | 258 km/h                                                          | 328 km/h | 320 km/h |
| Reisegeschwindigkeit  | 160 km/h                                                    | 230 km/h                                                          | 250 km/h | 250 km/h |
| Dienstgipfelhöhe      | 5300 m                                                      | 7300 m                                                            | 7200 m | 9000 m |
| Reichweite            | 650 km                                                      | 800 km                                                            | 1280 km | 1080 km |
| Bewaffnung            | k. A.                                                       | k. A.                                                             | zwei starre 7,92-mm-MG ČZ vz. 30 nach vorn zwei bewegliche 7,92-mm-MG ČZ vz.30 nach hinten auf einer Drehlafette Škoda Šu-31 6 × 10-kg-Bomben vz.37 oder 6 × 20-kg-Bomben vz.30/34 an Unterflügelaufhängungen oder 1 × 50-kg-Bombe vz.31 bzw. 1 × 100-kg-Bombe vz.25/34 unter dem Rumpf | zwei starre 7,92-mm-MG ČZ vz. 30 nach vorn zwei bewegliche 7,92-mm-MG ČZ vz.30 nach hinten auf einer Drehlafette Škoda Šu-31 6 × 10-kg-Bomben vz.37 oder 6 × 20-kg-Bomben vz.30/34 an Unterflügelaufhängungen oder 1 × 50-kg-Bombe vz.31 bzw. 1 × 100-kg-Bombe vz.25/34 unter dem Rumpf |
| Antrieb               | 1 × 7-Zylinder-Sternmotor Walter Castor mit 177 kW (241 PS) | 1 × 9-Zylinder-Sternmotor Bristol Mercury VII mit 368 kW (500 PS) | 1 × 9-Zylinder-Sternmotor Walter Pegasus II-M2 mit 467 kW (635 PS) | 1 × 14-Zylinder-Doppelsternmotor Gnôme-Rhône Mistral Major 14 Krsd mit 588 kW (799 PS) |